# Jean-Baptiste Etcharren
Jean-Baptiste Etcharren MEP (* 15. April 1932 in Irouléguy, Frankreich; † 21. September 2021 in Huế, Vietnam) war ein französischer Missionar, katholischer Priester und ehemaliger Generaloberer der Gesellschaft der Pariser Mission.

## Leben

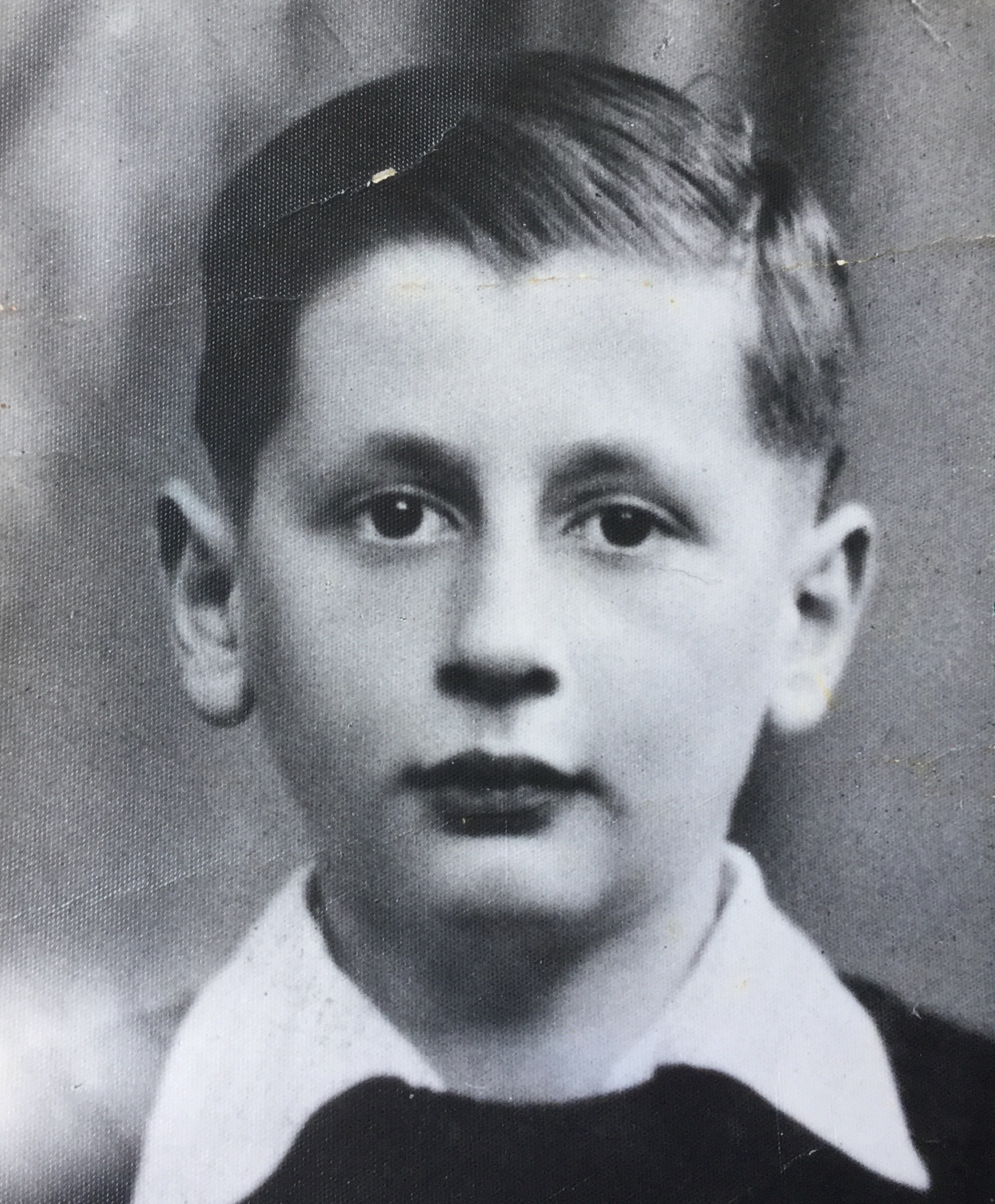
Jean-Baptiste Etcharren mit sieben Jahren

Jean-Baptiste Etcharren wurde am 15. April 1932 in Irouléguy, Pyrénées-Atlantiques, in einer Familie baskischer Herkunft geboren.
Am 2. Februar 1958 wurde er im Seminar der Pariser Mission zum Priester geweiht.

### Erste Missionsjahre in Vietnam
Jean-Baptiste Etcharren macht sich auf den Weg in die Mission nach Hué am 22. April 1958. Er begann mit dem Studium der vietnamesischen Sprache in Banam (Kambodscha), wurde dann 1959 zum Pfarrer von Notre-Dame de Lavang ernannt.
Von 1961 bis 1966 war er Professor in Hué, zunächst am Collège de la Providence und am Kleinen Seminar der Diözese. Anschließend wurde er zum Pfarrer von Dong-ha ernannt.

### Im Exil
1972 wurde sein Bezirk am 17. Breitengrad als einer der ersten von den Viêt-Congs angegriffen und seine christliche Gemeinde ins Exil gezwungen. Hierbei wurde er vom französischen Journalisten Jean-Claude Guillebaud begleitet, der damals ein bedeutender Reporter über die Ereignisse des Vietnamkriegs war.
Etcharren entschied sich dann, die Flüchtlinge aus seinem Sektor zum Lager Hoa-khanh in der Nähe von Danang zu begleiten, und kümmerte sich 1973 um die Umsiedlung dieser Flüchtlinge in der Provinz Binh-tuy. 1974 wurde er zum Regionaloberen gewählt, doch im folgenden Jahr übernahmen die Kommunisten die Macht und er musste Vietnam verlassen. Zurück in Frankreich leitete er am 21. Januar 1979 die Beerdigung des letzten französischen Bischofs von Indochina, Jean-Baptiste Urrutia. Anschließend war er von 1976 bis 1983 dem Nationalen Dienst für die Seelsorge für Migranten zugeteilt. Anschließend war er von 1983 bis 1986 für die Seelsorge der Vietnamesen verantwortlich und begleitete die vietnamesischen Seminaristen bei der Ausbildung in Frankreich. Darunter war auch der ehemalige Kardinal Paul-Joseph Pham Ðình Tung.
Als er sich der großen Veränderungen bewusst wurde, die die Kirche im Westen erlebte, wurde er Vikar in der Pfarrei Maisons-Alfort (Val-de-Marne).

### In der Leitung der Pariser Mission

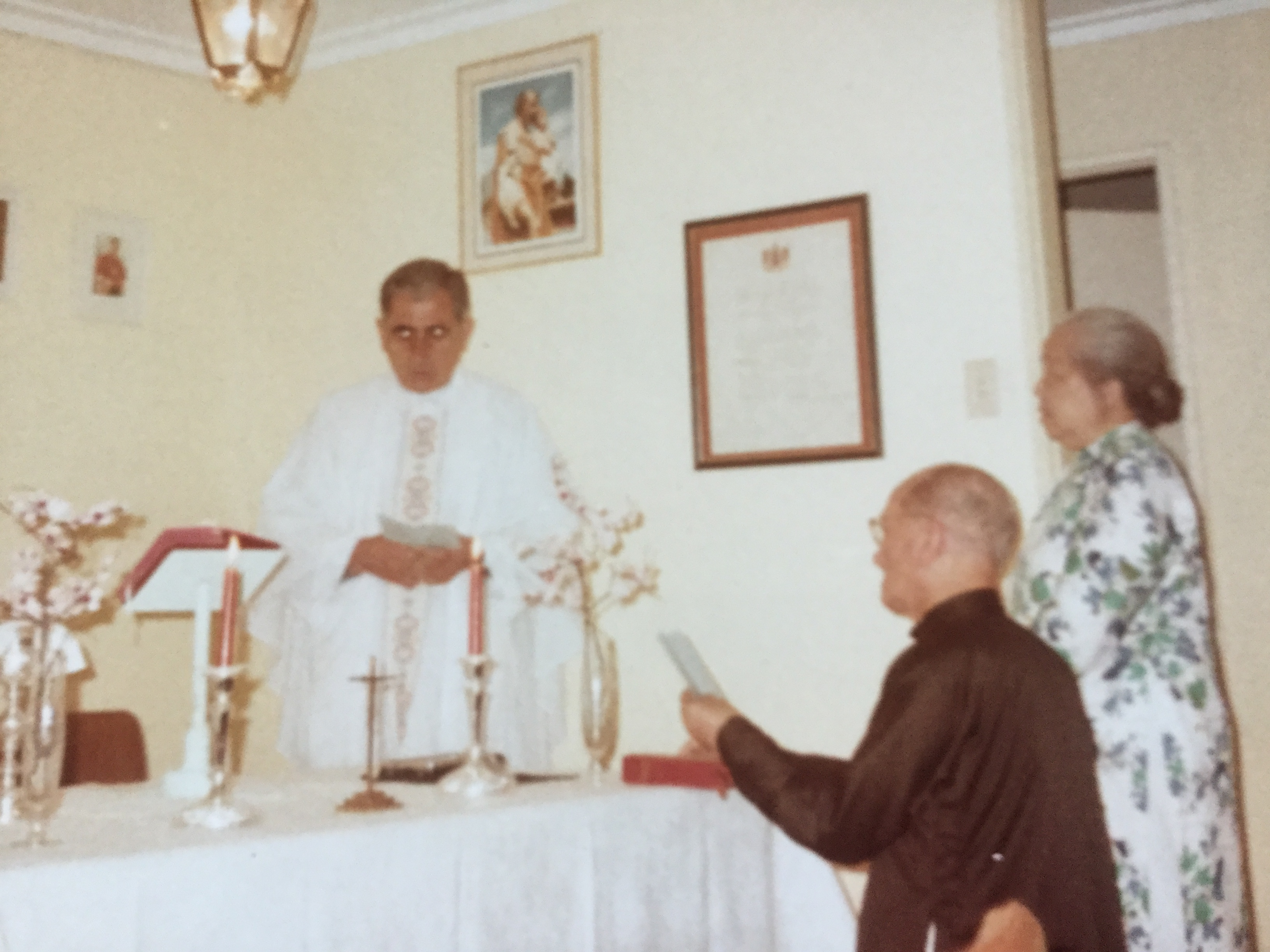
Zelebration der Messe im Haus der Familie von Kardinal Van Thuan in Australien.

Jean-Baptiste Etcharren wurde zum Assistenten des Generaloberen der Gesellschaft für Auslandsmissionen, dann 1992 Generalvikar und schließlich 1998 Generaloberen der Pariser Mission. 2004 wurde er wiedergewählt.
Im Januar 1996 organisierte Jean-Baptiste Etcharren den ersten offiziellen Besuch einer französischen bischöflichen Delegation in Vietnam seit Kriegsende. Er war von der immer noch von latenter Verfolgung der Kirche geprägt ist. Dieser Besuch markiert einen wichtigen Schritt in der Entwicklung der Beziehungen der Christen in Frankreich und Vietnam. Die Delegation bestand aus Joseph Duval, Präsident der Bischofskonferenz von Frankreich, Robert Sarrabère, Bischof von Aire und Dax, Louis Dufaux, Bischof von Grenoble und Jean Bonfils, Bischof von Viviers.
Unter seiner Leitung konnte Georges Colomb dann den MEP Volunteer Service ins Leben rufen, der es vielen jungen Menschen erlaubte als Missionare in Asien zu wirken.
Während die Pariser Mission in Paris seit den 1970er Jahren einen regelrechten Zusammenbruch erlebte, schlossen sich der Gesellschaft neue Anwärter an und so konnten neue Missionare nach Asien entsandt werden.

### Rückkehr in die Mission
Am Ende seiner Amtszeit wollte Jean-Baptiste Etcharren nach jahrzehntelanger Abwesenheit in die Mission nach Vietnam zurückkehren. Er sah in Hué immer noch seine Bestimmung und sogar sein „Heimatland“. Er wollte weiterhin Bischöfe, Priester und Seminaristen ausbildeten sowie den missionarischen Geist der Ortskirche zu fördern. Nach Jean-Paul Bayzelon, Generaloberer der Pariser Mission von 1980 bis 1992, ist Etcharren der zweite Generalobere der Auslandsmissionen, der wieder auf Mission geht.
Etcharren war Ritter der Ehrenlegion.